# Alelimma odontias
Alelimma odontias är en fjärilsart som beskrevs av Lowes 1903. Alelimma odontias ingår i släktet Alelimma och familjen nattflyn. Inga underarter finns listade i Catalogue of Life.